# Gmina Vransko
Vransko – gmina w Słowenii. W 2002 roku liczyła 2457 mieszkańców.

## Miejscowości
Miejscowości wchodzące w skład gminy Vransko:

- Brode
- Čeplje
- Čreta
- Jeronim
- Limovce
- Ločica pri Vranskem
- Prapreče
- Prekopa
- Selo pri Vranskem
- Stopnik
- Tešova
- Vologa
- Vransko – siedziba gminy
- Zahomce
- Zajasovnik
- Zaplanina